# Zaza Dżanaszia
Zaza Dżanaszia, gruz. ზაზა ჯანაშია, ros. Заза Зурабович Джанашия (ur. 10 lutego 1976 w Zugdidi, Gruzińska SRR) – gruziński piłkarz, grający na pozycji napastnika, reprezentant Gruzji.

## Kariera piłkarska

### Kariera klubowa
Wychowanek DJuSSz Zugdidi. W 1991 rozpoczął karierę piłkarską w miejscowym klubie Odiszi Zugdidi. Potem występował w gruzińskich zespołach Szewardeni-1906 Tbilisi i SK Samtredia. W 1996 został zaproszony do rosyjskiego Lokomotiwu Moskwa. W 2001 z własnej woli opuścił moskiewską drużynę. W 2002 grał na zasadach wypożyczenia w gruzińskim Lokomotiwi Tbilisi. W 2003 wyjechał do Turcji, gdzie bronił barw Kocaelisporu. W 2004 roku zakończył karierę piłkarską w klubie Bałtika Kaliningrad.

### Kariera reprezentacyjna
W latach 1997–2001 występował w reprezentacji Gruzji. Łącznie rozegrał 9 meczów, w których strzelił 4 gole.

## Kariera trenerska
Po zakończeniu kariery piłkarskiej rozpoczął pracę trenerską. W latach 2007–2008 pracował z dziećmi rocznika 1994 w Szkole Piłkarskiej Lokomotiw Pierowo. Od 2011 trenuje w DJuSSz Lokomotiw Moskwa.

## Sukcesy i odznaczenia

### Sukcesy klubowe
- wicemistrz Rosji: 1999, 2000, 2001
- brązowy medalista Mistrzostw Rosji: 1998
- zdobywca Pucharu Rosji: 1996, 1997, 2000, 2001

### Sukcesy indywidualne
- piłkarz roku w Gruzji: 1999
- wybrany do listy 33 najlepszych piłkarzy roku w Rosji: Nr 2 (1998, 1999)
- najlepszy strzelec klubu Lokomotiw Moskwa w sezonie 1998: 8 goli.